# Syrrhopodon laevis
Syrrhopodon laevis là một loài rêu trong họ Calymperaceae. Loài này được Dixon Mohamed & W.D. Reese mô tả khoa học đầu tiên năm 1985.